# Heidenoldendorf
Heidenoldendorf ist ein Ortsteil von Detmold und liegt etwa zwei Kilometer in westlicher Richtung vom Stadtzentrum entfernt. Die benachbarten Detmolder Ortsteile sind im Uhrzeigersinn Detmold-Süd, Hiddesen, Pivitsheide V. H., Nienhagen, Jerxen-Orbke und Detmold-Nord.
Funde in der Waldheide lassen vermuten, dass die erste Besiedlung schon um 2000 v. Chr. erfolgte. Der Name könnte vom Heidenbach oder vom Kirchspiel Heiden abstammen. Die erste urkundliche Erwähnung erfährt Heidenoldendorf 1339 als Oldentrup und 1342 als Hedernoldendorf, das damals aus neun Höfen bestand. Allerdings wird schon 859 der Hof Aldanthorpe erwähnt, der sich entweder in Heidenoldendorf oder in Hornoldendorf befand. Während der Eversteinschen Fehde (1403–1407), einem Erbfolgekrieg, ist auch up dem Kerkhofe to Hederenoldendorpe massiver Schaden zugefügt worden. Die älteste Glocke der Kirche stammt aus dem Jahr 1473, wie deren Inschrift besagt. Bis zum Jahr 1729 bestand eine enge Gemeinschaft mit Hiddesen, in der die Kirche, der Friedhof und die Schule von den Bewohnern beider Orte genutzt wurde.
Der Friedhof Kupferberg in Heidenoldendorf ist mit 13,3 ha Größe neben dem Alten Friedhof an der Blomberger Straße mit 2,8 ha der Hauptfriedhof für die Kernstadt. Der Name Kupferberg stammt aus dem 17. Jahrhundert, als am Hasselbach ein Kupperhammer erbaut wurde. Die Kupferschmiede bezog Kupfererz aus Olpe und Kassel, um es zu Schalen und Tafeln zu verarbeiten. Die Energie für die Schmiede lieferte der Hasselbach und Holzkohle. Später produzierte man auch Töpfe und Pfannen, aber ab 1720 kam es zu einem Preisverfall aufgrund des großen Angebots anderer Kupferschmieden in Bielefeld, Herford und Minden. Ab 1750 wurde die Kupferschmiede in Heidenoldendorf stillgelegt und verfiel alsbald.
Die ehemalige Gemeinde Braunenbruch wurde am 1. März 1920 eingegliedert. Die KPD unterhielt in Heidenoldendorf von Mitte 1949 bis 1953 die KPD-Zentralschule Wilhelm Florin, wo Parteikader im Sinne des Kommunismus geschult wurden. Nachdem in der Umgebung der Schule ein Truppenübungsgelände der britischen Streitkräfte installiert wurde, entschloss man sich, den Schulungsbetrieb in Heidenoldendorf einzustellen, nachdem für das Jahr 1952 insgesamt 115 Kursteilnehmende nachgewiesen waren. Am 1. Januar 1970 wurde Heidenoldendorf in die Kreisstadt Detmold eingegliedert.
In Heidenoldendorf wohnen auf einer Fläche von 6,03 km² insgesamt 8704 Bürger (August 2006). Damit ist es der Ortsteil mit der größten Einwohnerzahl außerhalb des Stadtkerns Detmolds. Ortsbürgermeister ist derzeit Wolfgang Schriegel (SPD), Vertreter im Stadtrat sind Hans-Joachim Köhne (SPD), Wolfgang Schriegel (SPD) und Jörg Thelaner (CDU).